# Edizioni musicali Modulo Uno
La Edizioni musicali Modulo Uno è stata una casa editrice musicale italiana.

## Storia
La casa di edizioni musicali fu fondata nel 1970 a Roma da Gianni Dell'Orso, musicista e produttore discografico che quando fondò nello stesso anno la casa discografica Help! fondò anche in parallelo la Modulo Uno, e infatti i primi brani depositati furono quelli degli artisti della Help! come i Procession o Quella Vecchia Locanda; nell'autunno 1974 Dell'Orso vendette la Modulo Uno al direttore di Ciao 2001, Saverio Rotondi, che mise sotto contratto nuovi nomi tra cui Edoardo Bennato (per il periodo degli album da Io che non sono l'imperatore a Burattino senza fili) e in seguito altri artisti come Toni Esposito, Musicanova, Teresa De Sio.
Nel 1979 la Modulo Uno ha pubblicato il libro di Edoardo Bennato Dirotterotti, che oltre ai testi e agli spartiti delle canzoni incise dal cantautore fino a quel momento racchiude anche i suoi disegni e gli scritti pubblicati qualche anno prima su Ciao 2001 con lo pseudonimo Professor Cono.
Nel 1986 Edoardo Bennato denuncia la Modulo Uno poiché dal 1983 ha sospeso il pagamento dei suoi diritti editoriali.
Dopo la morte di Saverio Rotondi nel 1983 i figli la gestiscono per qualche anno ma poi, anche a seguito della causa di Bennato, la vendono alle Edizioni musicali Curci; l'attività cessa nel 1999, quando la Modulo Uno viene inglobata nella Music Union (insieme alla Italian Yank Edizioni Musicali e alla PDU Italiana Edizioni Musicali).

## Le principali canzoni pubblicate dalla Modulo Uno
| Anno | Titolo                                                 | Autore del testo   | Autore della musica               | Interprete                      |
| ---- | ------------------------------------------------------ | ------------------ | --------------------------------- | ------------------------------- |
| 1972 | Ancora una notte                                       | Marina Comin       | Procession                        | Procession                      |
| 1972 | Un villaggio, un'illusione                             | Giorgio Giorgi     | Gianni Dell'Orso, Massimo Roselli | Quella Vecchia Locanda          |
| 1974 | Meno male che adesso non c'è Nerone                    | Edoardo Bennato    | Edoardo Bennato                   | Edoardo Bennato                 |
| 1975 | Feste di piazzq                                        | Patrizio Trampetti | Edoardo Bennato                   | Edoardo Bennato                 |
| 1976 | La torre di Babele                                     | Edoardo Bennato    | Edoardo Bennato                   | Edoardo Bennato                 |
| 1976 | Venderò                                                | Eugenio Bennato    | Edoardo Bennato                   | Edoardo Bennato                 |
| 1976 | Cantautore'                                            | Edoardo Bennato    | Edoardo Bennato                   | Edoardo Bennato                 |
| 1976 | Franz è il mio nome                                    | Edoardo Bennato    | Edoardo Bennato                   | Edoardo Bennato                 |
| 1976 | Ballo cantato per mandoloncello, violino e percussioni | Eugenio Bennato    | Eugenio Bennato                   | Eugenio Bennato e Carlo D'Angiò |
| 1977 | È stata tua la colpa                                   | Edoardo Bennato    | Edoardo Bennato                   | Edoardo Bennato                 |
| 1977 | La fata                                                | Edoardo Bennato    | Edoardo Bennato                   | Edoardo Bennato                 |
| 1977 | Il gatto e la volpe                                    | Edoardo Bennato    | Edoardo Bennato                   | Edoardo Bennato                 |
| 1977 | Quando sarai grande                                    | Edoardo Bennato    | Edoardo Bennato                   | Edoardo Bennato                 |
| 1978 | Pizzica minore                                         | Eugenio Bennato    | Eugenio Bennato                   | Musicanova                      |